# Lista de membros associados da Academia Brasileira de Ciências empossados em 1993
Esta lista contém os nomes dos membros associados da Academia Brasileira de Ciências empossados em 1993. 
A categoria de associados foi extinta na reforma estatutária ocorrida em 1999. Ambas as categorias titular e associado são de caráter vitalício. 
| Imagem | Nome                              | Datas de nascimento e falecimento | Local de nascimento | Área de especialização | Alma mater                                 | Data de posse       | Conhecido por | Referências |
| ------ | --------------------------------- | --------------------------------- | ------------------- | ---------------------- | ------------------------------------------ | ------------------- | --- | ----------- |
|        | César Leopoldo Camacho            | 15 de abril de 1943               | Lima, Perú          | Ciências Matemáticas   | Universidade Nacional de Engenharia (Peru) | 15 de março de 1993 | Recebeu o Prêmio Almirante Álvaro Alberto e o Prêmio TWAS (Ciência e Tecnologia, 1996).                                                                                        | [ 3 ]       |
|        | Cristina Maria Pinheiro de Campos | 26 de março de 1949               | Alegre, ES          | Ciências da Terra      | Universidade de Nancy, França e UFRJ       | 15 de março de 1993 | Foi a primeira mulher a defender tese de doutoramento pelo Departamento de Geoquímica e Jazidas Minerais do Instituto de Geologia Geral e Aplicada da Universidade de Munique. | [ 4 ]       |
|        | Hélio Bezerra Coutinho            | 20 de setembro de 1924            |                     | Ciências Biomédicas    |                                            | 15 de março de 1993 | | [ 5 ]       |